# John Beatty (Zeichner)

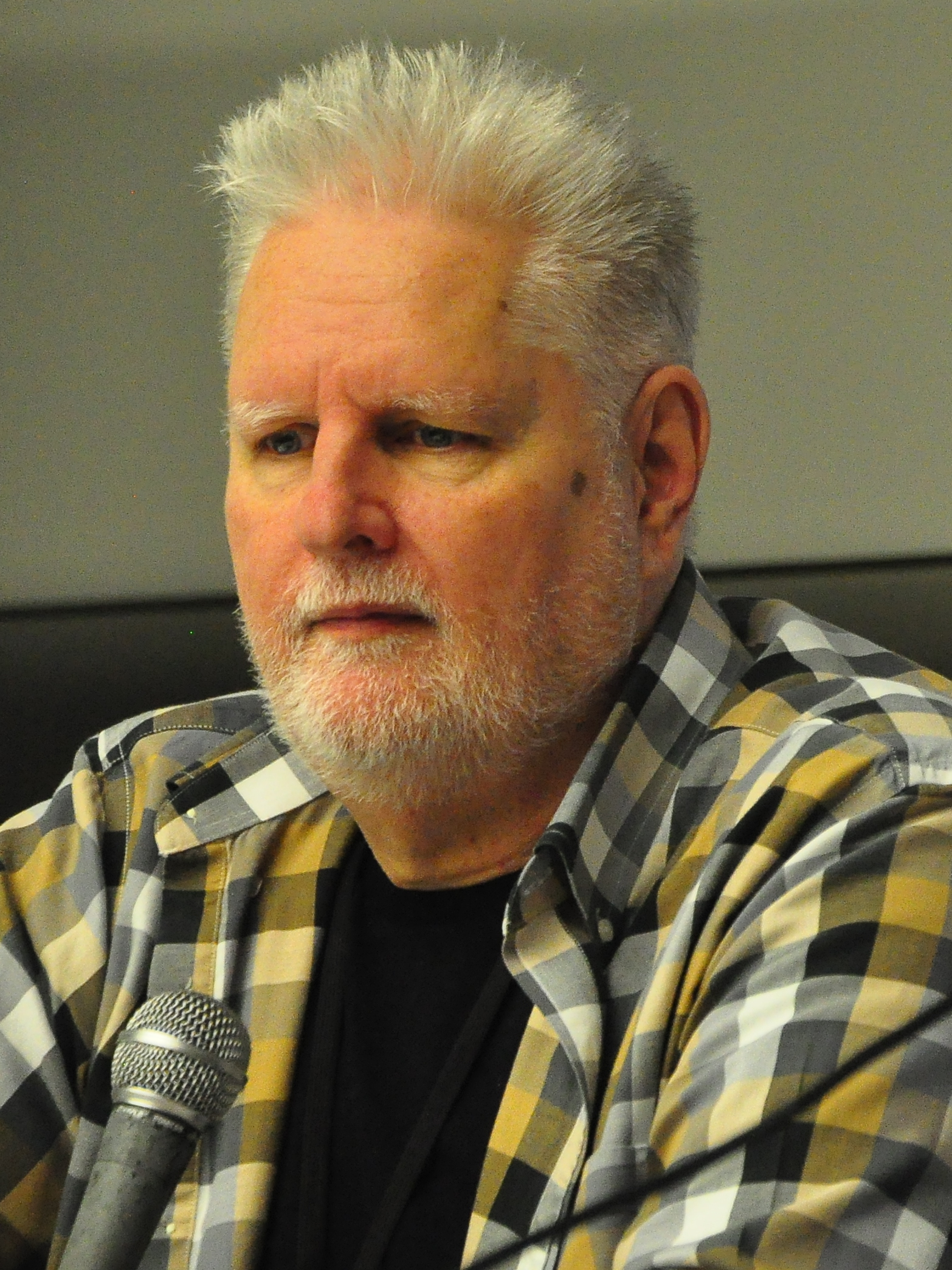
John Beatty

John Beatty (* 6. Mai 1961 in Whitesburg, Kentucky) ist ein US-amerikanischer Illustrator und Comiczeichner. Beatty wurde vor allem bekannt für seine Arbeit an den Comicserien Captain America und Batman.

## Leben und Werk
Beatty betätigt sich vor allem als Tuschezeichner. In dieser Eigenschaft hat er unter anderem für die beiden größten US-amerikanischen Comicverlage, DC-Comics und Marvel Comics, gearbeitet. Für DC betreute er die Serie Batman, wo er zwischen 1995 und 1998 die von dem expressionistischen Künstler Kelley Jones gezeichneten Geschichten um den düsteren Verbrechensbekämpfer mit dunklen Tuscheüberarbeitungen ergänzte. Für Marvel Comics betreute er in den 1980er Jahren die Serie Captain America, wobei er die Bleistiftzeichnungen von Mike Zeck ergänzte.
Weitere Serien, an denen Beatty arbeitete, waren Beyonder, Secret Wars und Ninja Turtles.